# Beethoven 3
Beethoven 3 (Beethoven's 3rd) è un film del 2000 diretto da David M. Evans.
Il film, prodotto dalla UIP, non è mai stato proiettato nelle sale, ma è stato direttamente immesso nel mercato dei film a noleggio e in vendita. In questo nuovo episodio ricompare il Cane di San Bernardo Beethoven, due anni dopo la sua prima comparsa nella famiglia Newton.

## Trama
George Newton spedisce per posta Beethoven a suo fratello Richard, che dovrà restituirglielo nella riunione di famiglia dei Newton in California. Infatti Richard e la sua famiglia sono in procinto di partire per un lungo viaggio nel quale attraverseranno tutti gli Stati Uniti in camper. Beethoven non è, però, gradito a Beth, la moglie di Richard Newton, e inizialmente non viene considerato nemmeno dal figlio Brennan, mentre la piccola Sara si affeziona particolarmente a lui.
Nel frattempo, Tommy e William, due ladri criminali alquanto maldestri, hanno nascosto un sistema operativo rubato all'interno di una scatola di un DVD poco noto, portandolo in un negozio di film, sperando che nessuno lo compri. Sarà proprio Richard che comprerà il DVD, ottenendo quindi delle informazioni segrete. I due criminali inseguiranno, a quel punto, la famiglia Newton durante tutto il viaggio, ma verranno messi più volte in difficoltà da Beethoven.
Verso la fine del viaggio riescono a rubare il camper senza sapere che Sara e Beethoven si trovavano al suo interno, ed infine Sara viene salvata da Beethoven e i due criminali arrestati dalla polizia.
Dopo essere arrivati in California, si scopre dallo zio Morrie che la famiglia di George non potrà essere presente alla riunione dei "Newton" a causa di motivi di lavoro, così loro potranno continuare a tenere Beethoven per un anno, il tutto a spese dei proprietari.

## Produzione
La pellicola è stata girata nei pressi del Big Bear Lake, Los Angeles ed i Paramount Ranch di Agoura, California.